# Мацкявичюте, Антанина
Антанина Мацкявичюте-Барчиене (лит. Antanina Mackevičiūtė-Barčienė; 9 февраля 1926, дер. Мариёнава, Вельжская волость, Литва — 2 марта 2011, Гарлява, Литва) — литовская и советская актриса театра, телевидения и кино. Заслуженная артистка Литовской ССР (1974).

## Биография
После окончания гимназии в 1943—1947 годах изучала филологию в Университете Витовта Великого в Каунасе.
В 1952 году окончила ГИТИС им. Луначарского в Москве. Принадлежит к первому поколению литовских актёров, возвратившихся в Литву после обучения в Государственном институте театрального искусства им. А. Луначарского (Антанас Габренас, Лаймонас Норейка и другие).
С 1952 в течение 50 лет играла на сцене Каунасского драматического (до 1959 г. — музыкального) театра (до 2002).
Сыграла более ста театральных ролей. С успехом выступала, как чтец-декламатор поэтических произведений.

## Избранные роли в театре
- Розина — «Женитьба Фигаро» Бомарше
- Кручинина — «Без вины виноватые» А. Островский
- Лиза — «Живой труп» Л. Н. Толстой
- Наташа — «Три сестры» А. П. Чехов
- Вильте — «Шарунас» В. Креве
- Ангустия — «Дом Бернарды Альбы» Г. Лорка
- Мадам Икс — «Кто сильнее» Ю. Стриндберг

## Избранные роли в кино
Снималась в кино и телефильмах СССР и Литвы.
- 1980 — Банк Немо — мадам Немо
- 1981 — Чёрный треугольник — Матильда Карловна
- 1981 — Красное райское дерево (Raudonmedžio rojus)
- 1984 — Человек-невидимка — эпизод
- 1986 — Беньяминас Кордушас (Benjaminas Kordušas) —